# Intakte Kirchen
Als intakte Kirchen wurden in der Zeit des Kirchenkampfes evangelische Landeskirchen bezeichnet, in denen die Deutschen Christen bei den  Kirchenwahlen vom 23. Juli 1933 keine Mehrheit bekamen und in denen auch keine dauerhaften Änderungen in der Kirchenleitung aufgrund von Verfügungen des Reichs- bzw. preußischen Kulturministeriums geschahen. In diesen Kirchen galt das kirchliche Notrecht von Dahlem nicht, weil ihre Kirchenleitungen von der Bekennenden Kirche noch als legitim betrachtet wurden – daher oblag es den Kirchenleitungen, Synodale zur Bekenntnissynode und Delegierte zum Reichsbruderrat zu entsenden.
Als intakte Kirchen galten die Evangelische Landeskirche in Württemberg, die Evangelisch-Lutherische Kirche in Bayern rechts des Rheins, die beiden Landeskirchen in Hannover (die Evangelisch-Lutherische Landeskirche Hannovers und die Evangelisch-reformierte Landeskirche der Provinz Hannover), die reformierte Lippische Landeskirche sowie die altpreußische Kirchenprovinz Westfalen. Die anderen Landeskirchen der Deutschen Evangelischen Kirche galten als zerstörte Kirchen.